# Воже
Во̀же (на руски: озеро Воже) е голямо сладководно езеро в Европейската част на Русия, Вологодска област (по границата с Архангелска област).
С площ от 416 km² е 3-то по-големина езеро след Онежкото и Бяло езеро във Вологодска област и 29-о по големина в Русия.
Езерото е разположено в северната част на Източноевропейската равнина, в северозападната част на Вологодска област и по границата с Архангелска област, на 120 m н.в.
Езерото е с ледников произход, като е възникнало на мястото на приледников водоем в пределите на югоизточните склонове на Балтийския щит. Котловината му има овална форма, разтегната от север на юг с дължина 47 km и ширина до 14 km. Воже има ниски, слабо изрязани и заблатени брегове, обрасли със смесени гори. Само отделни участъци по западния бряг са пясъчно-каменисти, поради което той е подложен на значителна ерозия от ветровите вълни и ледената покривка. По източните и южните брегове се наблюдава обратен процес – под влияние на наносите, донасяни от реките Вожега и Модлона, сушата настъпва към езерото. Въпреки това южната му половина като цяло остава по-дълбока от останалата част. В езерото има два ниски острова, на единия от които (Спаски) се намират останки от зданията на манастир от ХVІІ в. Дълбочините са разположени равномерно, като най-дълбоката част от 5 m е между остров Спаски и западния му бряг. Средна дълбочина 0,9 m. Плитчините са малко и се намират основно в северната част. По цялата дължина на езерото преминава относително дълбока бразда, започваща с подводната долина на река Модлона, и продължава на север до изтичането на река Свид. В западната му част има два дълбоко вдаващи се в сушата заливи, и съдейки по имената им (езеро Еломско и езеро Молско), по-рано са се явявали отделни водоеми. Водният обем на езерото Воже е 0,4 km3.
Водосборният басейн на езерото Воже е 6260 km2, като значителна част от него са заети от блата. По-голямата част от водосборния басейн се простира на територията на Вологодска област, а останалата – на територията на Архангелска област. В езерото се вливат 20 реки, най-големи от които са: Модлома и Елома, вливащи се от запад, Вожега – от изток, Пуста – от североизток и Вондога – от юг. От северната част на езерото, при село Свид (Архангелска област), изтича река Свид, вливаща се от юг в езерото Лача, от което изтича река Онега, вливаща се в Бяло море. По цялото си протежение река Свид не получава нито един приток и по този начин нейният воден режим изцяло се регулира от езерото Воже. По нея ежегодно изтичат от 1,3 до 2,8 km3 вода (средно около 1,9 km3).
Подхранването на езерото Воже е смесено, като преобладава снежното. Нивото на водата му зависи от режима на вливащите се в него реки. 86% от водния му баланс се формира за сметка на речния приток, а останилете 14% – за сметка на валежите. Многогодишната амплитуда в колебанията на водното равнище достига до 3 m. През пролетта в него постъпват около 2/3 от общия годишен воден приток, то силно се разлива, наводнява ниските части от котловината си на стотици метри и на места се слива с близко лежащите блата. Максимално водно ниво се наблюдава през май и юни, след което започва бързото му спадане.
Езерото замръзва обикновено в края на октомври или началото на ноември, а се размразява през април. През топлия сезон, поради малката дълбочина водата му се нагрява почти еднакво навсякъде.
В близост до бреговете му са разположени две села: Свид – на северното крайбрежие и Мережино – на западното. С всяка изминала година площта и обемът на езерото Воже намаляват. Значителни количества от органични вещества с блатен и почвен произход постъпват в него от обширните блатни масиви, разположени в неговия водосборен басейн. През последните години се наблюдава и антропогенно замърсяване на водите му.